# アシュトーシュ・ゴーワリケール
アシュトーシュ・ゴーワリケール（Ashutosh Gowariker、1964年2月15日 - ）は、インドのヒンディー語映画で活動する映画監督、脚本家、映画プロデューサー、俳優。代表作には『ラガーン』『Swades』『Jodhaa Akbar』があり、『ラガーン』は第74回アカデミー賞で国際長編映画賞にノミネートされている。

## 生い立ち
コールハープルで暮らすマラーティー語話者の夫婦（アショーク・ゴーワリケール、キショーリ・ゴーワリケール）の息子として生まれる。1988年にスニタ・ムカルジー（デーブ・ムカルジーの娘）と結婚し、彼女との間に2人の息子をもうけた。

## キャリア

### 俳優
1984年にケタン・メータの『Holi』で俳優デビューした。その後は『Kacchi Dhoop』『Circus』『CID』『Naam』『Goonj』『Chamatkar』『Kabhi Haan Kabhi Naa』などのテレビシリーズや映画に出演した。2016年にはプリヤンカー・チョープラーがプロデュースしたマラーティー語映画『Ventilator』に出演している。

### 監督

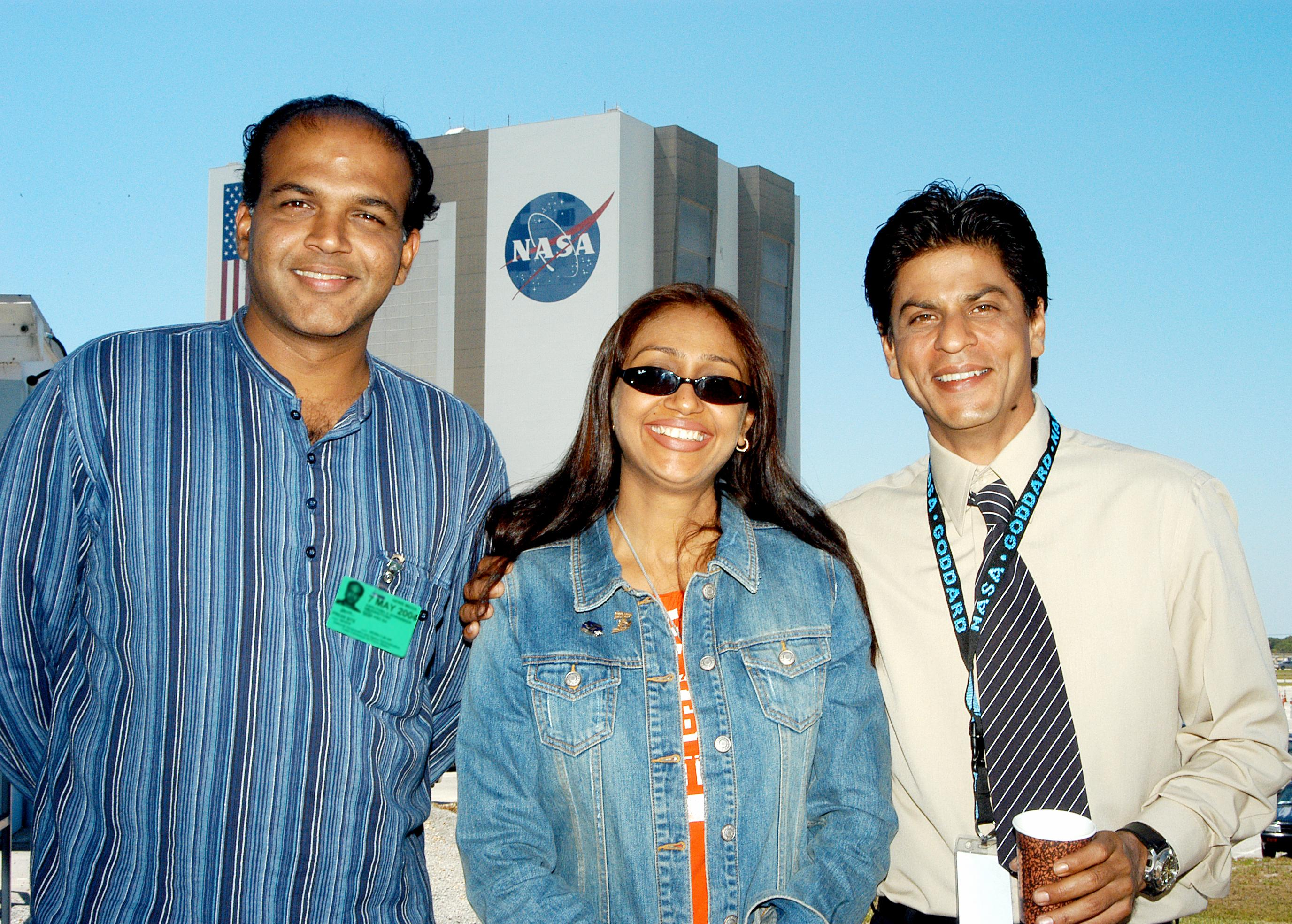
『Swades』の撮影でケネディ宇宙センターを訪れるゴーワリケール夫妻とシャー・ルク・カーン

1993年に『Pehla Nasha』で監督デビューし、1995年には『Baazi』を製作するが、両作とも批評家から酷評され、興行的にも失敗している。2001年にはイギリス領インド帝国の村を舞台に、ラガーン（地税）の免除を賭けてイギリス軍将校の提案したクリケットの試合に挑む村人たちを描いた『ラガーン』で監督を務めた。同作はアーミル・カーンがプロデュースし、彼とグレーシー・シンが主要キャストとして出演しており、批評家からは演出・音楽・キャストの演技・反帝国主義的な物語を絶賛され、興行収入6億7000万ルピーを記録するヒット作となった。ゴーワリケールはフィルムフェア賞 監督賞、フィルムフェア賞 原案賞を受賞し、『ラガーン』も国家映画賞 健全な娯楽を提供する大衆映画賞、フィルムフェア賞 作品賞を受賞した。また、アカデミー国際長編映画賞にもノミネートされており、同賞にノミネートされたインド映画は『インドの母』『サラーム・ボンベイ!』に続いて『ラガーン』が3本目である。
2004年に『Swades』の監督を務め、主要キャストとしてシャー・ルク・カーンとガーヤトリー・ジョーシーが出演している。同作はNASAのプロジェクトマネージャーを主人公に、インドに帰国した主人公が教育・医療・インフラ問題に取り組みながら故郷の村の発展に尽くす物語であり、批評家からは演出・音楽・脚本・キャストの演技が高く評価され、フィルムフェア賞作品賞、フィルムフェア賞監督賞にノミネートされたものの、興行成績はボックスオフィス・ボムとなっている。『Swades』は興行的には振るわなかったものの、観客からはカルト的な人気を集めている。
2008年に『Jodhaa Akbar』の監督を務め、主要キャストとしてリティク・ローシャンとアイシュワリヤー・ラーイ・バッチャンが出演している。同作は16世紀のムガル帝国を舞台に、政略結婚で結ばれたムガル皇帝アクバルとアンベール王国の王女ジョーダー・バーイーのロマンスを描いており、批評家からは演出・音楽・衣装デザイン・振り付け・キャストの演技が高く評価され、フィルムフェア賞作品賞、フィルムフェア賞監督賞を受賞した。また、興行収入12億ルピーを記録するヒット作となり、英国映画協会の「21世紀のボリウッド映画ベスト10」にも選出された。
2009年に『What's Your Raashee?』の監督を務め、プリヤンカー・チョープラーが12役を演じている。同作はマドゥー・ライのグジャラート語小説『Kimball Ravenswood』を原作に、グジャラート州出身のNRIが12人の花嫁候補の女性の中から10日以内に結婚相手を選ぶロマンティック・コメディであり、第34回トロント国際映画祭でプレミア上映された。批評家からは音楽とプリヤンカー・チョープラーの演技は高く評価されたものの、脚本や物語のペース配分については批判された。また、興行成績も平均を下回った。2010年に『Khelein Hum Jee Jaan Sey』の監督を務め、主要キャストとしてアビシェーク・バッチャンとディーピカー・パードゥコーンが出演している。同作はチッタゴン武器庫襲撃を題材としたノンフィクション『Do and Die : The Chittagong Uprising 1930–34』を原作としており、批評家からは酷評され、興行的にも失敗している。
2016年に『Mohenjo Daro』の監督を務め、主要キャストとしてリティク・ローシャンとプージャー・ヘーグデーが出演している。同作は紀元前2016年のインダス文明を舞台に、モヘンジョダロを訪れた農民が文明を守るために強大な敵に戦いを挑む物語であり、批評家からは酷評され、興行的にも失敗している。2019年には第三次パーニーパットの戦いを描いた『Panipat』の監督を務め、主要キャストとしてアルジュン・カプール、サンジャイ・ダット、クリティ・サノンが出演している。同作も批評家から酷評され、興行的にも失敗している。

## フィルモグラフィー

### 監督作品
| 年   | 作品                     | 監督 | 脚本 | 製作 | 備考 |
| ---- | ------------------------ | ---- | ---- | ---- | --- |
| 1993 | Pehla Nasha              | Yes  | Yes  | No   | |
| 1995 | Baazi                    | Yes  | Yes  | No   | |
| 2001 | ラガーン                 | Yes  | Yes  | No   | アカデミー国際長編映画賞ノミネート フィルムフェア賞 作品賞受賞 フィルムフェア賞 監督賞受賞 フィルムフェア賞 原案賞受賞 |
| 2004 | Swades                   | Yes  | Yes  | Yes  | フィルムフェア賞作品賞ノミネート フィルムフェア賞監督賞ノミネート                                                      |
| 2008 | Jodhaa Akbar             | Yes  | Yes  | Yes  | フィルムフェア賞作品賞受賞 フィルムフェア賞監督賞受賞                                                                  |
| 2009 | What's Your Raashee?     | Yes  | Yes  | Yes  | |
| 2010 | Khelein Hum Jee Jaan Sey | Yes  | Yes  | Yes  | ジー・シネ・アワード 原案賞ノミネート                                                                                  |
| 2014 | Everest                  | No   | Yes  | Yes  | テレビシリーズ |
| 2016 | Mohenjo Daro             | Yes  | Yes  | Yes  | |
| 2019 | Panipat                  | Yes  | Yes  | Yes  | |
| 2022 | Toolsidas Junior         | No   | Yes  | Yes  | 国家映画賞 ヒンディー語長編映画賞受賞                                                                                  |

### 出演作品
- Holi（1984年）
- Naam（1986年）
- West Is West（1987年）
- Kachchi Dhoop（1987年）
- Bharat Ek Khoj（1988年）
- Jaat（1988年）
- Goonj（1989年）
- Ek Ratra Mantarleli（1989年）
- Indradhanush（1989年）
- Salim Langde Pe Mat Ro（1989年）
- Gawaahi（1989年）
- Circus（1989年）
- Indrajeet（1991年）
- Chamatkar（1992年）
- Jaanam（1993年）
- Vazir（1994年）
- Kabhi Haan Kabhi Naa（1994年）
- Aahat（1995-2015年）
- Sarkarnama（1998年）
- Woh（1998年）
- CID（1998-1999年）
- Ventilator（2016年）
- Kaala Paani（2023年）

## 受賞歴

### インドの賞

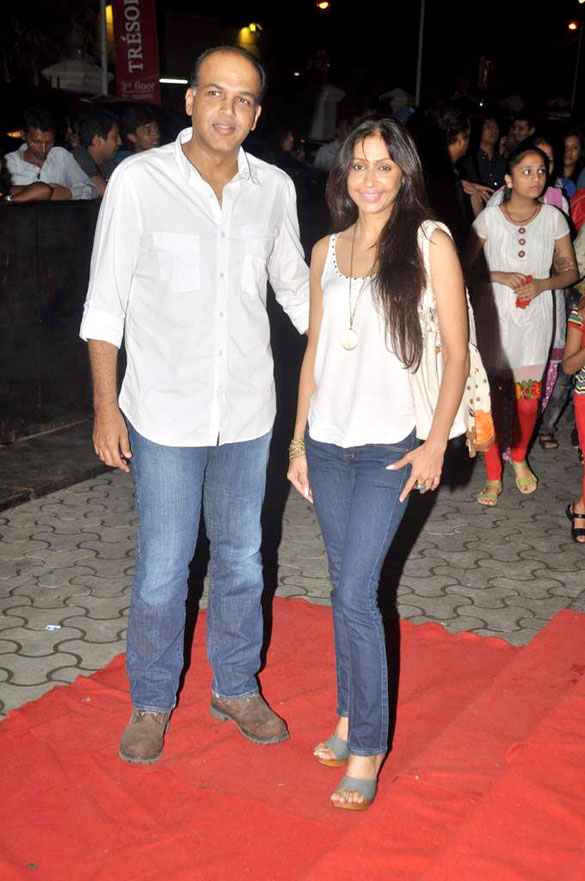
ゴーワリケール夫妻

| 受賞年                                                | 部門                           | 作品                         | 結果       | 出典          |
| 国家映画賞                                            | 国家映画賞                     | 国家映画賞                   | 国家映画賞 | 国家映画賞    |
| ----------------------------------------------------- | ------------------------------ | ---------------------------- | ---------- | ------------- |
| 2003年                                                | 健全な娯楽を提供する大衆映画賞 | 『ラガーン』                 | 受賞       | [ 24 ] [ 25 ] |
| 2022年                                                | ヒンディー語長編映画賞         | 『Toolsidas Junior』         | 受賞       | [ 26 ]        |
| フィルムフェア賞                                      |                                |                              |            |               |
| 2002年                                                | 作品賞                         | 『ラガーン』                 | 受賞       | [ 27 ]        |
| 2002年                                                | 監督賞                         | 『ラガーン』                 | 受賞       | [ 27 ]        |
| 2002年                                                | 原案賞                         | 『ラガーン』                 | 受賞       | [ 27 ]        |
| 2005年                                                | 作品賞                         | 『Swades』                   | ノミネート | [ 28 ] [ 29 ] |
| 2005年                                                | 監督賞                         | 『Swades』                   | ノミネート | [ 28 ] [ 29 ] |
| 2009年                                                | 作品賞                         | 『Jodhaa Akbar』             | 受賞       | [ 30 ]        |
| 2009年                                                | 監督賞                         | 『Jodhaa Akbar』             | 受賞       | [ 30 ]        |
| フィルムフェア賞 マラーティー語映画部門               |                                |                              |            |               |
| 2017年                                                | 助演男優賞                     | 『Ventilator』               | ノミネート | [ 31 ]        |
| 国際インド映画アカデミー賞                            |                                |                              |            |               |
| 2002年                                                | 作品賞                         | 『ラガーン』                 | 受賞       | [ 32 ]        |
| 2002年                                                | 監督賞                         | 『ラガーン』                 | 受賞       | [ 32 ]        |
| 2002年                                                | 原案賞                         | 『ラガーン』                 | 受賞       | [ 32 ]        |
| 2005年                                                | 作品賞                         | 『Swades』                   | ノミネート |               |
| 2005年                                                | 監督賞                         | 『Swades』                   | ノミネート |               |
| 2009年                                                | 作品賞                         | 『Jodhaa Akbar』             | 受賞       | [ 33 ] [ 34 ] |
| 2009年                                                | 監督賞                         | 『Jodhaa Akbar』             | 受賞       | [ 33 ] [ 34 ] |
| マハーラーシュトラ州映画賞                            |                                |                              |            |               |
| 2010年                                                | ラージ・カプール特別貢献賞     | N/A                          | 受賞       | [ 35 ]        |
| ベンガル映画ジャーナリスト協会賞                      |                                |                              |            |               |
| 2002年                                                | ヒンディー語映画部門監督賞     | 『ラガーン』                 | 受賞       | [ 36 ]        |
| ジー・シネ・アワード                                  |                                |                              |            |               |
| 2002年                                                | 作品賞                         | 『ラガーン』                 | 受賞       | [ 37 ] [ 38 ] |
| 2002年                                                | 監督賞                         | 『ラガーン』                 | 受賞       | [ 37 ] [ 38 ] |
| 2002年                                                | 原案賞                         | 『ラガーン』                 | 受賞       | [ 37 ] [ 38 ] |
| 2005年                                                | 審査員選出監督賞               | 『Swades』                   | 受賞       |               |
| 2005年                                                | 原案賞                         | 『Swades』                   | 受賞       |               |
| 2011年                                                | 原案賞                         | 『Khelein Hum Jee Jaan Sey』 | ノミネート | [ 39 ]        |
| スター・スクリーン・アワード                          |                                |                              |            |               |
| 2002年                                                | 作品賞                         | 『ラガーン』                 | 受賞       | [ 40 ]        |
| 2002年                                                | 監督賞                         | 『ラガーン』                 | 受賞       | [ 40 ]        |
| 2002年                                                | 原案賞                         | 『ラガーン』                 | ノミネート | [ 40 ]        |
| 2002年                                                | 脚本賞                         | 『ラガーン』                 | 受賞       | [ 40 ]        |
| 2002年                                                | 台詞賞                         | 『ラガーン』                 | ノミネート | [ 40 ]        |
| 2009年                                                | 作品賞                         | 『Jodhaa Akbar』             | 受賞       | [ 41 ] [ 42 ] |
| 2009年                                                | 監督賞                         | 『Jodhaa Akbar』             | 受賞       | [ 41 ] [ 42 ] |
| スターダスト・アワード                                |                                |                              |            |               |
| 2005年                                                | 監督賞                         | 『Swades』                   | 受賞       |               |
| 2009年                                                | 作品賞                         | 『Jodhaa Akbar』             | ノミネート | [ 43 ]        |
| 2009年                                                | 監督賞                         | 『Jodhaa Akbar』             | ノミネート | [ 43 ]        |
| 製作者組合映画賞                                      |                                |                              |            |               |
| 2009年                                                | 作品賞                         | 『Jodhaa Akbar』             | ノミネート | [ 44 ] [ 45 ] |
| 2009年                                                | 監督賞                         | 『Jodhaa Akbar』             | ノミネート | [ 44 ] [ 45 ] |
| V・シャンタラム賞                                     |                                |                              |            |               |
| 2008年                                                | 監督賞（銅賞）                 | 『Jodhaa Akbar』             | 受賞       | [ 46 ]        |
| マハーラーシュトラチャ・フェイバリット・コン?アワード |                                |                              |            |               |
| 2017年                                                | フェイバリット助演男優賞       | 『Ventilator』               | ノミネート |               |

### 海外の賞
| 受賞年                                 | 部門                 | 作品             | 結果         | 出典         |
| アカデミー賞                           | アカデミー賞         | アカデミー賞     | アカデミー賞 | アカデミー賞 |
| -------------------------------------- | -------------------- | ---------------- | ------------ | ------------ |
| 2002年                                 | 国際長編映画賞       | 『ラガーン』     | ノミネート   | [ 47 ]       |
| ヨーロッパ映画賞                       |                      |                  |              |              |
| 2002年                                 | 非ヨーロッパ映画賞   | 『ラガーン』     | ノミネート   | [ 48 ]       |
| ベルゲン国際映画祭                     |                      |                  |              |              |
| 2002年                                 | ノルウェー映画協会賞 | 『ラガーン』     | 受賞         | [ 49 ]       |
| リーズ国際映画祭                       |                      |                  |              |              |
| 2001年                                 | 観客賞               | 『ラガーン』     | 受賞         | [ 50 ]       |
| ロカルノ国際映画祭                     |                      |                  |              |              |
| 2001年                                 | 観客賞               | 『ラガーン』     | 受賞         | [ 51 ]       |
| ナットフィルム映画祭                   |                      |                  |              |              |
| 2002年                                 | 観客賞               | 『ラガーン』     | 受賞         | [ 52 ]       |
| ポートランド国際映画祭                 |                      |                  |              |              |
| 2002年                                 | 観客賞               | 『ラガーン』     | 受賞         | [ 53 ]       |
| ゴールデン・ミンバル国際ムスリム映画祭 |                      |                  |              |              |
| 2008年                                 | 作品賞               | 『Jodhaa Akbar』 | 受賞         | [ 54 ]       |
| サンパウロ国際映画祭                   |                      |                  |              |              |
| 2008年                                 | 外国語映画部門観客賞 | 『Jodhaa Akbar』 | 受賞         | [ 55 ]       |